# Сюрбеєвка
Сюрбе́євка (рос. Сюрбеевка, чув. Çĕрпӳел) — присілок у складі Ібресинського району Чувашії, Росія. Входить до складу Андрієвського сільського поселення.
Населення — 219 осіб (2010; 180 у 2002).
Національний склад:
- чуваші — 85 %